# Zweden op de Olympische Zomerspelen 1956
Zweden was gedeeltelijk gastheer van de Olympische Zomerspelen 1956. De Spelen waren toegewezen aan Melbourne, Australië, maar door de strenge Australische quarantaineregels kon het de onderdelen paardensport niet organiseren. Deze werden vijf maanden voor de Spelen in Melbourne gehouden in het olympisch stadion van Stockholm. Drie van de zes onderdelen werden door Zweedse ruiters gewonnen. Hoewel de Spelen gedeeltelijk in eigen land werden gehouden, werden er vier gouden medailles minder veroverd en 16 minder in totaal ten opzichte van vier jaar daarvoor.

## Medailles

### 1Goud
- Gert Fredriksson — Kanoën, mannen k1 1.000m kajak enkel
- Gert Fredriksson — Kanoën, mannen k1 10.000m kajak enkel
- Petrus Kastenman — Paardensport, eventing individueel
- Henri Saint Cyr — Paardensport, dressuur individueel
- Gustaf Adolf Boltenstern jr., Gehnäll Persson en Henri Saint Cyr — Paardensport, dressuur team
- Lars Hall — Moderne vijfkamp, mannen individueel
- Hjalmar Karlsson, Sture Stork en Lars Thörn — Zeilen, mannen 5½ meter klasse
- Leif Wikström, Folke Bohlin en Bengt Palmquist — Zeilen, mannen dragon klasse

### 2Zilver
- Karin Lindberg, Ann-Sofi Pettersson, Eva Rönström, Evy Berggren, Doris Hedberg en Maud Karlén — Turnen, vrouwen team, draagbaar gereedschap
- Sven Gunnarsson, Olle Larsson, Ivar Aronsson, Gösta Eriksson en Bertil Göransson — Roeien, mannen vier-met-stuurman
- Olof Sköldberg — Schieten, mannen rennend hert, enkele en dubbele schoten
- Edvin Vesterby — worstelen, mannen Grieks-Romeins bantamgewicht
- William Thoresson — Turnen, mannen vloer

### 3Brons
- John Ljunggren — Atletiek, mannen 50km snelwandelen
- Ann-Sofi Pettersson — Turnen, vrouwen paardsprong
- John Sundberg — Schieten, mannen kleinkalibergeweer, drie posities
- Per Gunnar Berlin — Worstelen, mannen Grieks-Romeins weltergewicht
- Rune Jansson — Worstelen, mannen Grieks-Romeins middengewicht
- Karl-Erik Nilsson — Worstelen, mannen Grieks-Romeins halfzwaargewicht

## Resultaten en deelnemers per onderdeel

### Atletiek
Mannen marathon
- Jvert Nyberg — 2:31.12 (→ 8e plaats)
- Thomas Nilsson — 2:33.33 (→ 9e plaats)
- Arnold Waide — 2:36.21 (→ 11e plaats)

### Wielersport
Mannenteam tijdrit
- Lars Nordwall
Karl-Ivar Andersson
Roland Ströhm — 47 punten (→ 5e plaats)

Mannen individuele wegwedstrijd
- Lars Nordwall — 5:23:40 (→ 10e plaats)
- Karl-Ivar Andersson — 5:23:50 (→ 17e plaats)
- Roland Ströhm — 5:24:44 (→ 20e plaats)
- Gunnar Göransson — 5:30:45 (→ 31e plaats)

### Schoonspringen
Vrouwen 10m platform
- Birte Christoffersen-Hanson
  - Voorronde — 50.48
  - Finale — 75.21 (→ 8e plaats)

Afghanistan · Argentinië · Australië · Bahama's · België · Bermuda · Birma · Brazilië · Brits-Guiana · Bulgarije · Cambodja* · Canada · Ceylon · Chili · Colombia · Cuba · Denemarken · Duits eenheidsteam · Egypte* · Ethiopië · Fiji · Filipijnen · Finland · Frankrijk · Griekenland · Groot-Brittannië · Hongarije · Hongkong · Ierland · IJsland · India · Indonesië · Iran · Israël · Italië · Jamaica · Japan · Joegoslavië · Kenia · Liberia · Luxemburg · Malakka · Mexico · Nederland* · Nieuw-Zeeland · Nigeria · Noord-Borneo · Noorwegen · Oeganda · Oostenrijk · Pakistan · Peru · Polen · Portugal · Puerto Rico · Roemenië · Singapore · Sovjet-Unie · Spanje* · Taiwan · Thailand · Trinidad en Tobago · Tsjecho-Slowakije · Turkije · Uruguay · Venezuela · Verenigde Staten · Vietnam · Zuid-Afrika · Zuid-Korea · Zweden · Zwitserland*

*alleen deelgenomen in Stockholm